# Monument aux morts de la guerre de 1870 (Nantes)
Le Monument aux morts de la guerre de 1870 est un monument aux morts érigé en 1897 à Nantes en mémoire des soldats du département de la Loire-Atlantique tombés lors la guerre franco-allemande de 1870.

## Localisation
Le monument se trouve au sommet des escaliers donnant accès à l'extrémité sud du cours Saint-Pierre depuis la rue Prémion, dominant ainsi la place Duchesse-Anne.

## Historique
En 1896, le groupe en bronze intitulé Pour le drapeau dû à Georges Bareau est fondu par Barbedienne pour la somme 8 000 francs. Les quatre autres statues du monument sont réalisées par Charles Lebourg, Louis Baralis et Henri Émile Allouard pour la somme de 10 000 francs. L'ensemble statuaire fut agrémenté sur et autour d'un socle dessiné par les architectes Édouard Corroyer et Marchand.
L'année suivante, l'ensemble est financé par une souscription organisée par l'Association des anciens officiers de Terre et de Mer et par l'Union fraternelle et patriotique des Anciens Combattants de 1870-1871.
Le monument est inauguré le 21 ou 22 avril 1897 en présence du président de la République Félix Faure, de Jules Méline, président du Conseil, de Louis Barthou, ministre de l’Intérieur, de l'amiral Armand Besnard, ministre de la Marine et d'Hippolyte-Étienne Étiennez, maire de Nantes.
Dans la nuit du 30 au 31 août 1940, le groupe de bronze de Barreau est déposé par les troupes d'occupation — les œuvres de Lebourg, Baralis et Allouard restant en place —, les autorités allemandes considérant que la sculpture de l'aigle terrassé par le soldat français représentait l'aigle allemand. Monsieur Pageot, ingénieur des services de la voirie et son équipe d'ouvriers municipaux le cachent dans un entrepôt de la ville, impasse de la Moutonnerie (près de l'actuel parc homonyme). Puis, elle tombe dans l'oubli, faisant craindre le fait qu'elle ait été découverte par l'occupant allemand et que celui-ci l'ait fait fondre.
En 1981, le groupe de Bareau est retrouvé à proximité de l'endroit où il fut mis au secret, à la Manufacture des tabacs. Restaurée par le sculpteur Raffig Tullou et par la fonderie F. Joly de Saint-Aignan-Grandlieu, la statue retrouva enfin son piédestal le 14 novembre 1987.
En octobre 2013, toutes les statues sont déposées de leurs piédestaux afin procéder à une rénovation complète. Le piédestal fut également restauré.

## Description
Le groupe sommital en bronze, Pour le drapeau, représente un homme terrassant un aigle. Cantonnant le piédestal, quatre soldats représentent quatre composantes de l'armée à l'époque :
- le Fantassin (à l'avant) de Charles Lebourg ;
- le Marin (à senestre) de Louis Baralis ;
- l’Artilleur (à l'arrière) de Henri Émile Allouard ;
- le Fusilier colonial (à dextre) de Henri Émile Allouard.

Sur la face avant du piédestal est inscrite la mention : « Aux enfants de la Loire-Inférieure morts pour la patrie ».

## Galerie

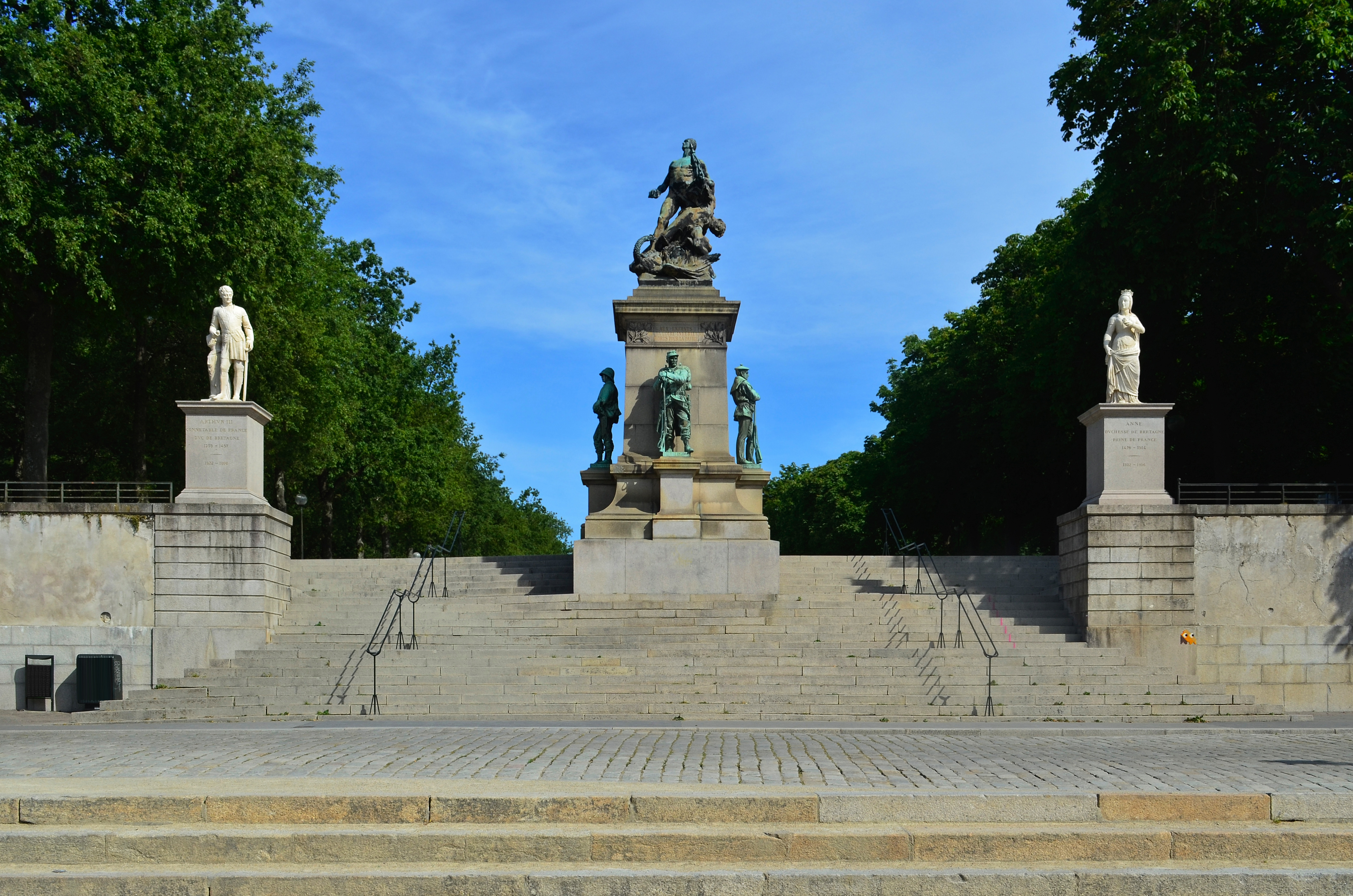
Vue du monument flanqué par les statues d'Arthur III et d'Anne de Bretagne (œuvres de Dominique Molknecht).
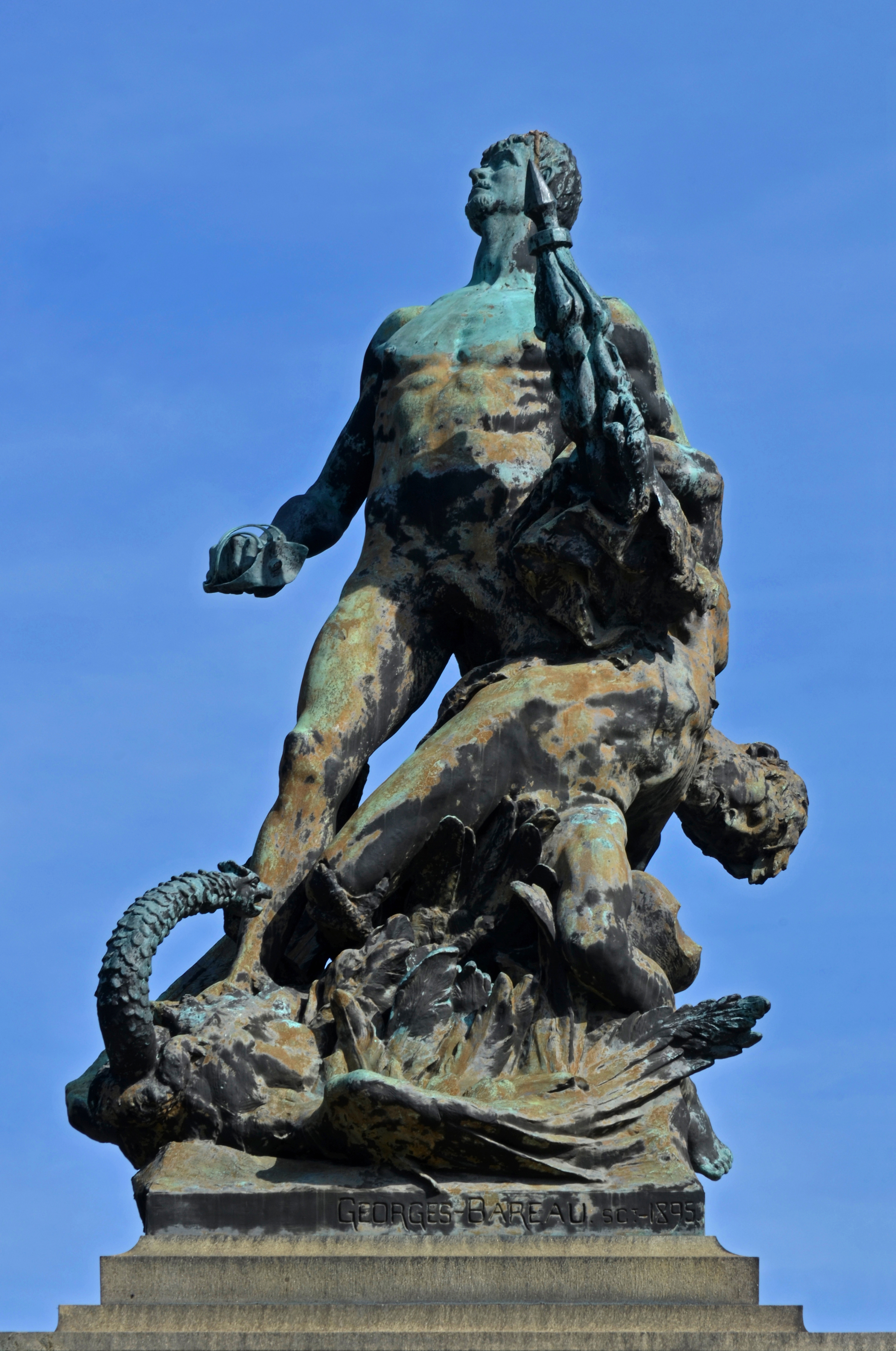
Georges Bareau, Pour le drapeau (1895).
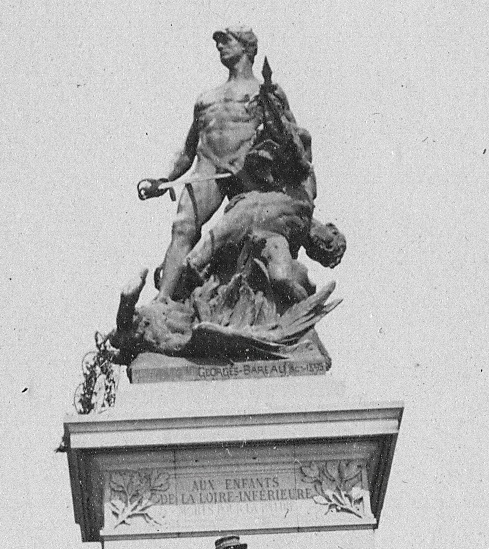
Sa version en 1915.
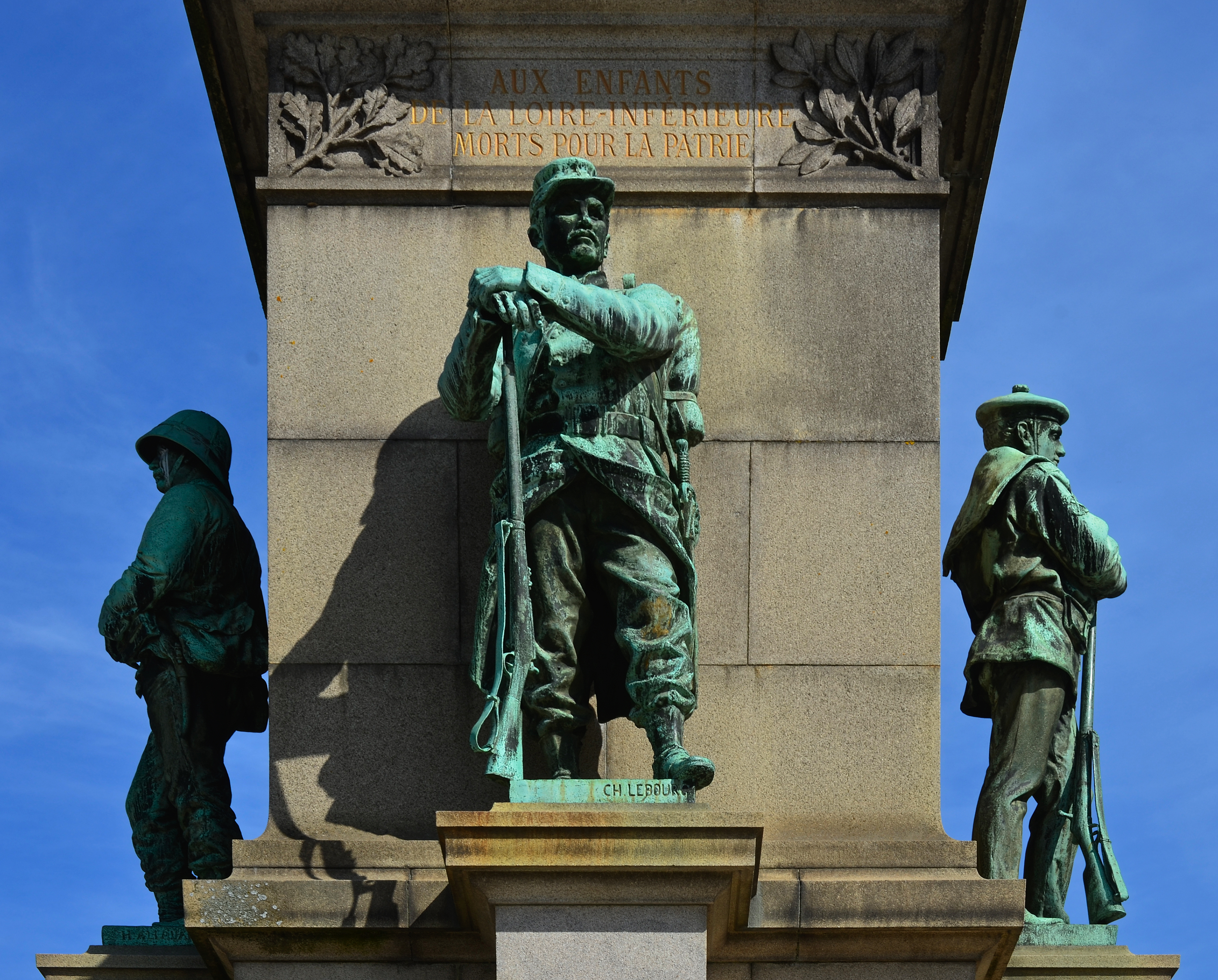
Le piédestal cantonné par Le Fantassin, Le Fusilier colonial et Le Marin.

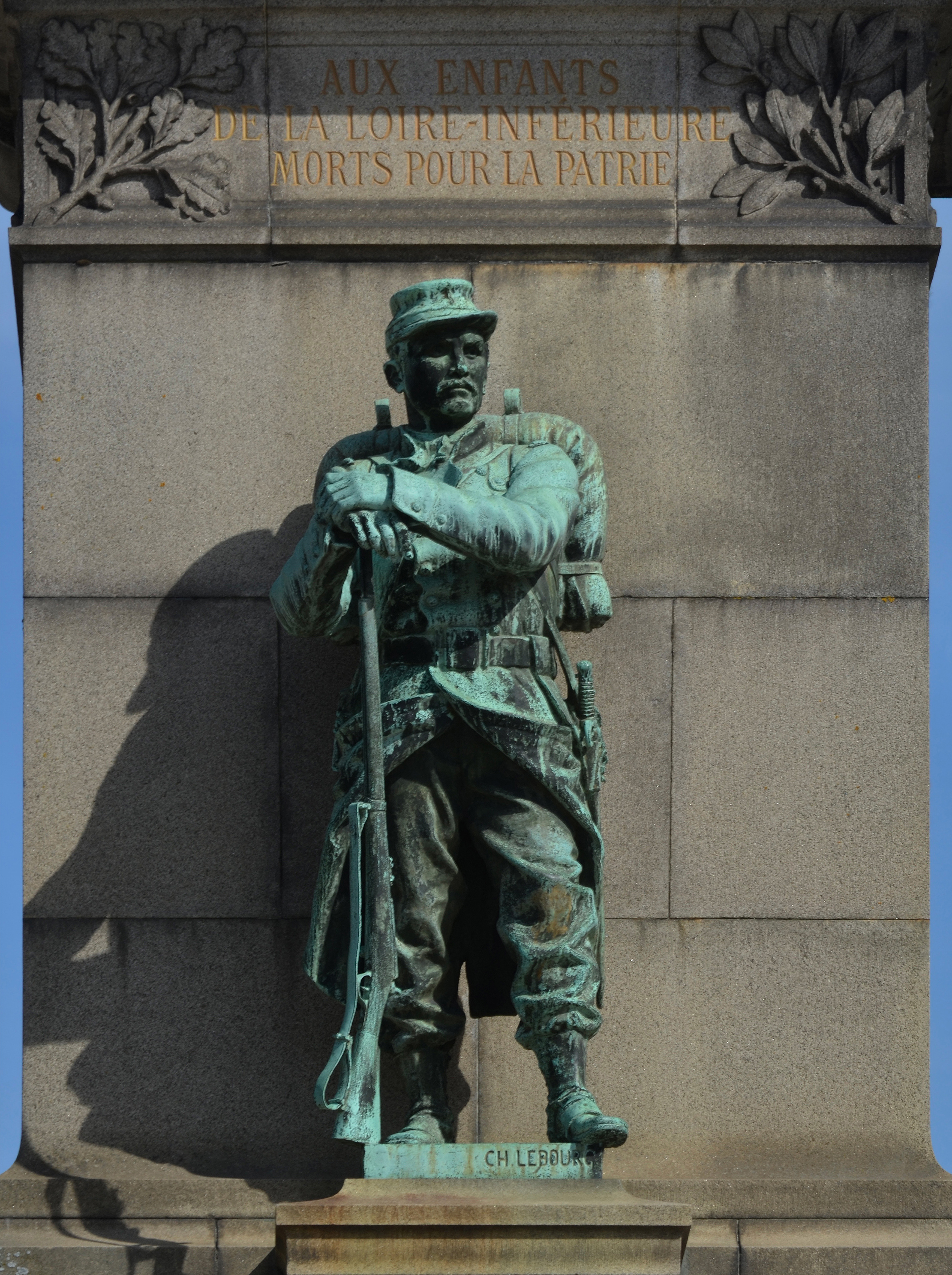
Charles Lebourg, Le Fantassin.
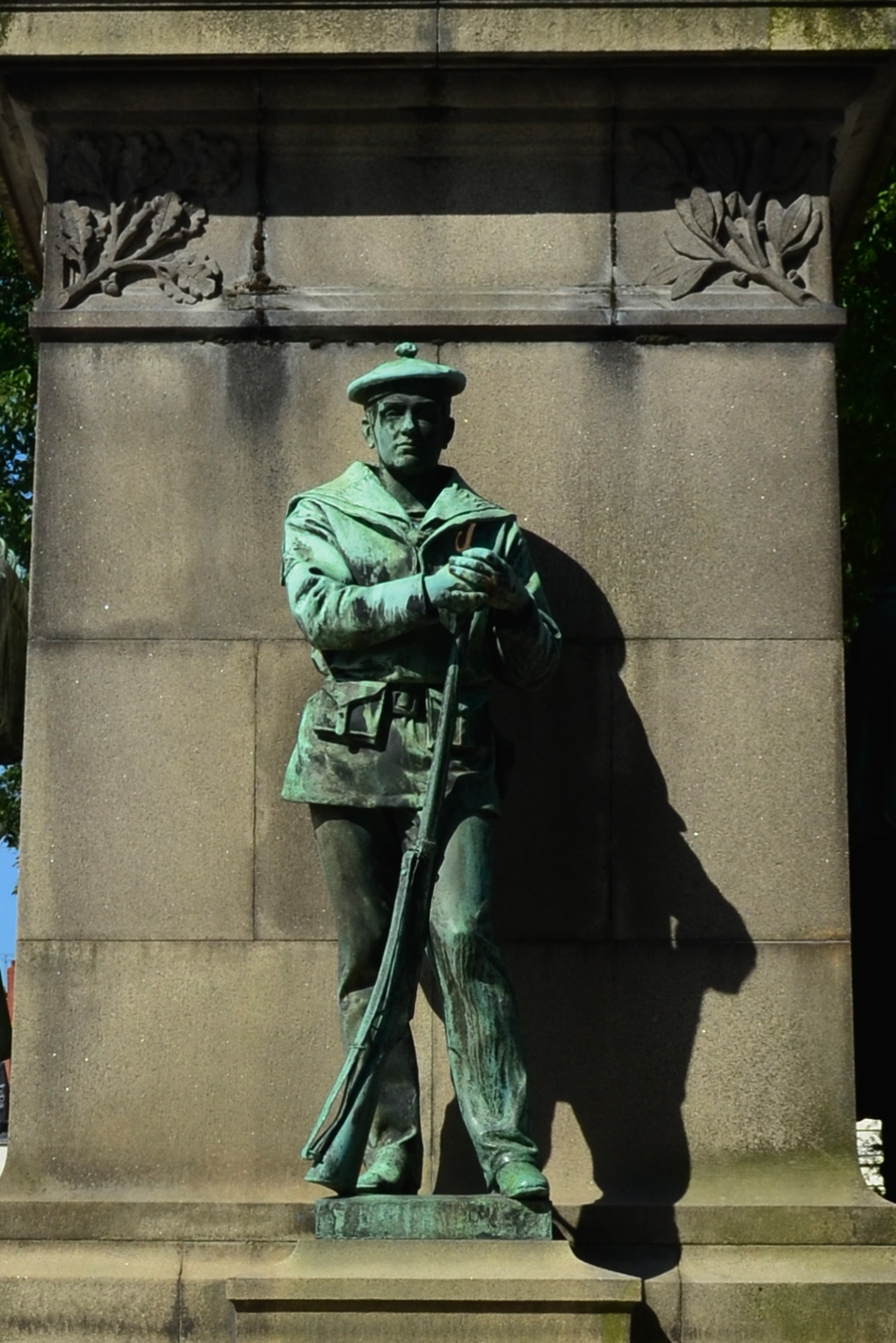
Louis Baralis, Le Marin.
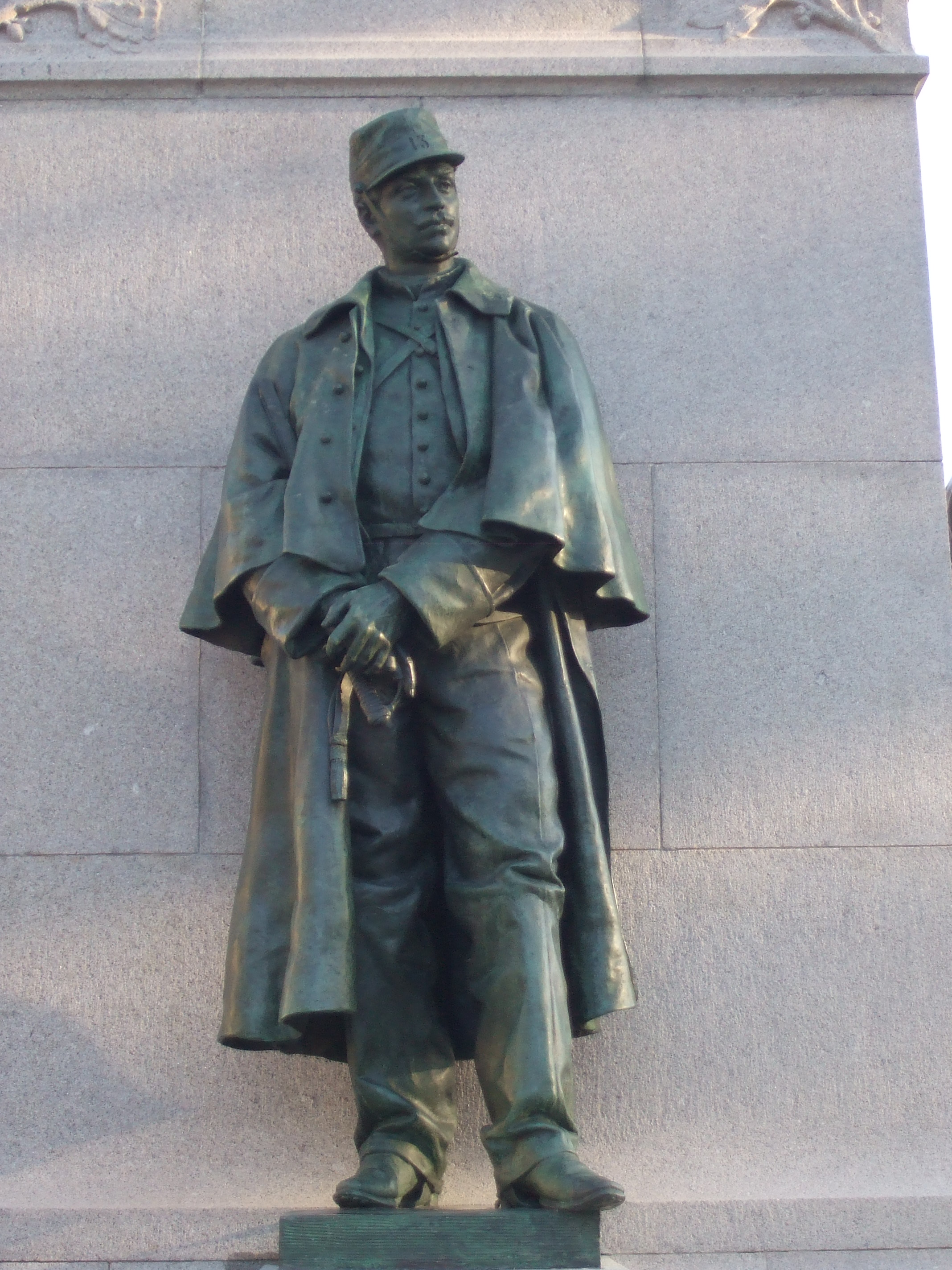
Henri Émile Allouard, L’Artilleur.
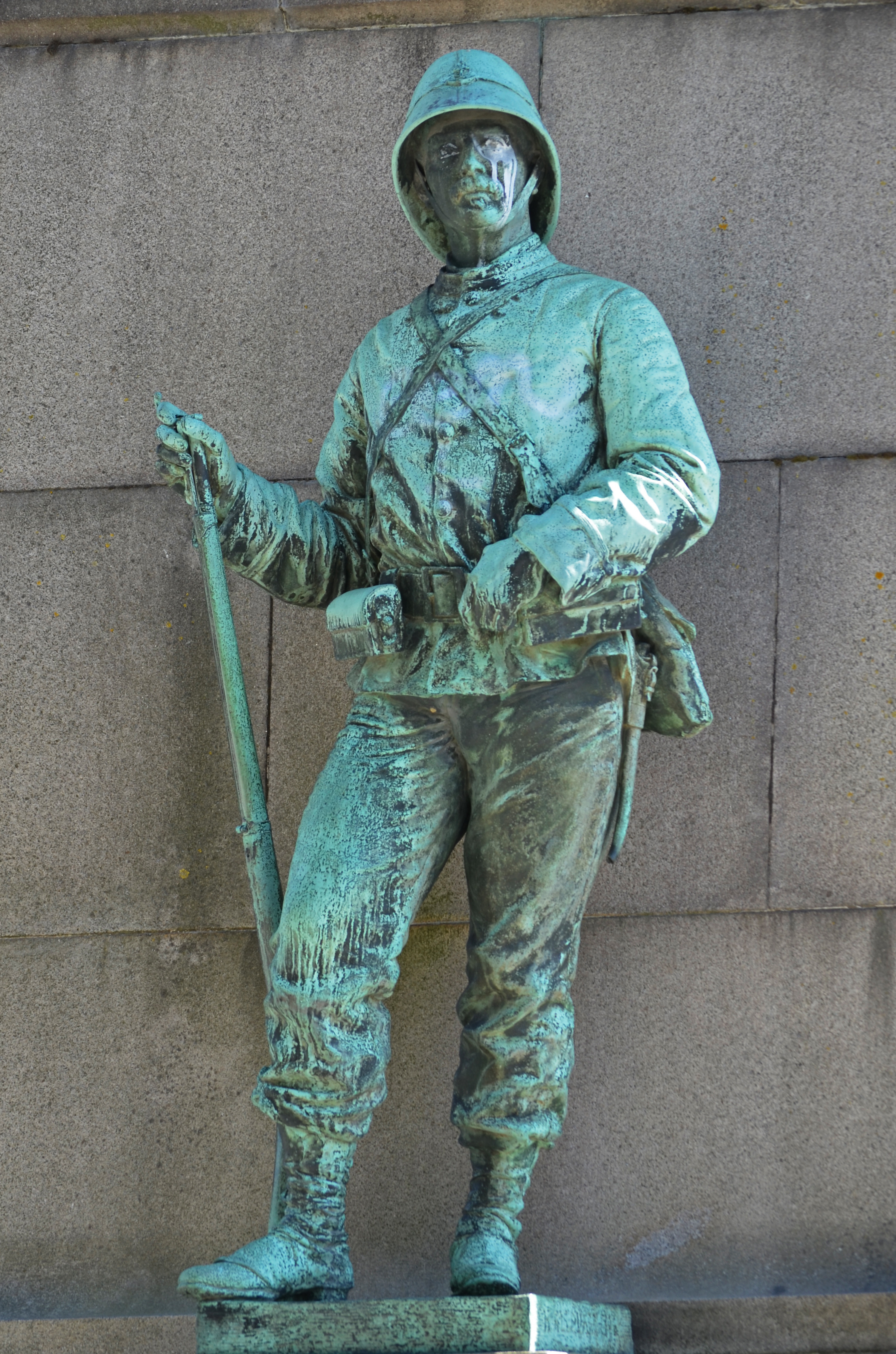
Henri Émile Allouard, Le Fusilier colonial.